# Henry Bathurst (4. hrabia Bathurst)
Henry George Bathurst (24 lutego 1790 - 25 maja 1866 w Cirencester w Gloucestershire) – brytyjski arystokrata i polityk, najstarszy syn Henry'ego Bathursta, 3. hrabiego Bathurst i Georginy Lennox, córki generała George'a Lennoxa. W latach 1794–1834 tytułowany lordem Aspley.
Wykształcenie odebrał w Eton College. 21 października 1808 r. rozpoczął naukę w Chirst Church w Oksfordzie. Naukę w tej szkole ukończył w 1811 r. z tytułem bakałarza sztuk pięknych. W tym samym roku rozpoczął karierę polityczną, zasiadając w Radzie Indii. Zasiadał tam do 1818 r. W styczniu 1812 r. wygrał wybory do Izby Gmin w okręgu Webley, ale już we wrześniu tego samego roku zmienił okręg na Cirencester. W Izbie Gmin zasiadał do 1834 r., kiedy to zmarł jego ojciec i Henry został 4. hrabią Bathurst. Zasiadł wtedy w Izbie Lordów. W polityce związany był z partią torysów.
Równolegle do kariery politycznej kontynuował swoją edukację. W 1814 r. został magistrem sztuk pięknych Uniwersytetu w Oksfordzie. 14 czerwca 1820 r. został doktorem prawa cywilnego tego samego uniwersytetu.
Nigdy się nie ożenił i nie pozostawił potomstwa. Zmarł w wieku 76 lat i wszystkie jego tytuły przypadły jego młodszemu bratu. Pogrzeb hrabiego odbył się 1 czerwca 1866 r. w katedrze w Cirencester.